# Orthotylini
Los ortotylinos, o Orthotylini, son una tribu de hemípteros heterópteros perteneciente a la familia Miridae.

## Géneros
- Acaciacoris - Acegima - Adfalconia - Adfalconisca - Adhyalochloria - Adlopidea - Adparaproba - Adsaileria - Aetorhinella - Amazonocoris - Amulacoris - Angulonotus - Antennomiris - Aoplonema - Apachemiris - Araucanocoris - Argyrocoris - Aserymus - Austromiris - Baculodema - Bagionocoris - Bahianisca - Ballella - Biobiocoris - Blepharidopterus - Blumenaucoris - Bomberia - Borgmeierea - Brachynotocoris - Brailovskysta - Brasiliomiris - Brooksetta - Campylotropis - Canariocoris - Candidomiris - Caruarina - Carvalhoisca - Carvalhomiris - Ceratocapsella - Ceratocapsisca - Ceratocapsus - Chileria - Compsoscytus - Cuneonella - Cyllecoridea - Cyllecoris - Cyrtorhinus - Cyrtotyloides - Cyrtotylus - Cysteorrhacha - Daleapidea - Dasymiris - Diaphnidia - Dichaetocoris - Dijocaria - Dimifacoris - Divisotylus - Dolichostenia - Dryophilocoris - Ephedrodoma - Erythrocorista - Esavia - Esavicoris - Eucerella - Excentricus - Falconia - Falconiodes - Falconisca - Felisacodes - Ficinus - Fieberocapsus - Fulgenticapsus - Galapagocoris - Gaveanus - Gilo - Globiceps - Goiastylus - Grewiocoris - Guaicurua - Guapimirinus - Guerrerocoris - Hadronema - Hadronemella - Hadronemidea - Hadronemisca - Hallodapoides - Harveycapsus - Hekate - Heterocordylus - Heterotoma - Hyalochloria - Hyalosomella - Hyoidea - Hyoidellus - Hyporhinocoris - Hypsitylus - Ilnacora - Ilnacorella - Incacoris - Irianocoris - Itacorides - Itacoris - Jiggiga - Jimia - Jobertus - Jornades - Jornandinus - Josemiris - Josephinus - Juarezicoris - Kalania - Kamehameda - Kirkaldyella - Koanoa - Labopella - Labopidea - Laemocoridea - Lasiomimus - Latizanchius - Lepidotaenia - Linacoris - Linharesmiris - Lopidea - Lopidella - Loulucoris - Maestra - Malacocoris - Malacocorisella - Maralauda - Marinonicoris - Maxacalisca - Mayamiris - Mecomma - Mecommopsis - Melanostictus - Mesotropiscus - Morobea - Myrmecoridea - Myrmecoroides - Neoloxops - Nesiomiris - Nicaraguacoris - Noctuocoris - Nycticapsus - Oaxacacoris - Oaxacaenus - Onychomiris - Orthotylidea - Orthotylus - Osornocoris - Pachylopidea - Pamillia - Papaveronia - Parachius - Parahypsitylus - Paranatylus - Paraproba - Parthenicus - Pericosia - Pilophoropsis - Platycranus - Pliniella - Presidiomiris - Proboscidotylus - Protomiris - Pseudoclerada - Pseudoloxopidea - Pseudoloxops - Pseudoneoborus - Pseudopilophorus - Pseudopsallus - Pseudoxenetus - Queretarius - Ramentomiris - Realomiris - Renodaeus - Reuteria - Rhinocapsidea - Rolstonocoris - Rondonella - Saileria - Sarona - Scalponotatus - Schaffneria - Sericophanes - Sericophanisca - Slaterocoris - Solanocoris - Squamocoris - Srilankia - Sulamita - Tamoiocoris - Texocoris - Thermus - Tigremiris - Tijucamiris - Tridiplous - Tucumantylus - Tupimiris - Tupiniquinus - Tuxenella - Ueleana - Ulmica - Ulmocyllus - Urapura - Vanettia - Witchelinamiris - Woodwardiola - Wumea - Xenofulvius - Yamatorthotylus - Zanchiella - Zanchisme - Zanchismella - Zanchismisca - Zanchius - Zanessa - Zonodoropsis